# 3 Dywizja Piechoty (Imperium Rosyjskie)
3 Dywizja Piechoty (ros. 3-я пехотная дивизия) – związek taktyczny armii Imperium Rosyjskiego, w tym okresu działań zbrojnych I wojny światowej.

## Charakterystyka
W 1914 wchodziła w skład 17 Korpusu Armijnego. Sztab dywizji stacjonował w Kałudze. W tym czasie dywizja etatowo posiadała cztery pułki po cztery bataliony oraz brygadę artylerii polowej z 6 bateriami po 8 dział. Doświadczenie zdobyte podczas walk na frontach I wojny światowej  skutkowało zmianami organizacyjnymi. Zimą z 1916 na 1917 rozpoczęto reorganizację dywizji piechoty. Zredukowano liczbę batalionów z 16 do 12 i zmniejszono liczbę dział polowych na mniej aktywnych odcinkach frontu.

## Struktura organizacyjna
Organizacja w 1914
- 1 Brygada Piechoty (Kaługa)
  - 9 Ingermanlandzki pułk piechoty (Kaługa)
  - 10 Nowoingermanlandzki pułk piechoty (Kaługa)
- 2 Brygada Piechoty (Tuła)
  - 11 Pskowski Pułk Piechoty (Tuła)
  - 12 Wielkołucki pułk piechoty (Tuła)
- 3 Brygada Artylerii (Kaługa)